# Freycinetia pseudoinsignis
Freycinetia pseudoinsignis är en enhjärtbladig växtart som beskrevs av Otto Warburg. Freycinetia pseudoinsignis ingår i släktet Freycinetia och familjen Pandanaceae. Inga underarter finns listade.